# Yazoo
Yazoo és un grup britànic de pop electrònic, fundat l'any 1982 per Alison Moyet (veus) i Vince Clarke (sintetitzadors, programacions i veus). Són especialment coneguts per èxits com "Only You", "Don't go" o "Nobody's diary".
Tot i que van dissoldre's el 1983, amb motiu de la reedició dels seus dos discos (prevista per al 2008), Moyet i Clarke van anunciar la seva reunió per realitzar una gira promocional anomenada Yazoo Reconnected: Live.

## Biografia

### Formació
Vince Clarke havia estat membre fundador de Depeche Mode; de fet, ell va compondre els seus primers èxits i la majoria de cançons del seu primer disc, Speak & Spell. Posteriorment, tanmateix, Clarke no se sentí satisfet amb el rumb que estava prenent la carrera de Depeche Mode i, després de la seva primera gira britànica, deixà el grup. Clarke contactà amb Alison Moyet (a qui ja coneixia des de la seva època escolar, car tots dos havien estudiat a l'escola Nicholas Comprehensive School, de Basildon), que estava buscant gent per formar una banda de blues tradicional. Moyet i Clarke van escollir el nom Yazoo (Yaz als Estats Units) per batejar el seu projecte, inspirats en el nom d'un segell discogràfic (Yazoo Records) que havia editat vells discos de blues.

### Primer senzill, primer èxit: Only You
Al mes de maig de 1982 Yazoo van publicar el seu primer material, la cançó Only You; composta encara durant la seva època a Depeche Mode, Clarke l'oferí als seus ja ex-companys com a "regal de comiat", però la rebutjaren. Enregistrada als estudis Blackwing, "Only You" va arribar al número 2 britànic en poc temps; encara avui és un dels seus temes més famosos, i ha estat versionat per diversos artistes, com els Flying Pickets (que la portaren al número 1 per Nadal de 1983) o fins i tot Enrique Iglesias, que n'enregistrà una versió en castellà.
Aquest èxit va esperonar a Clarke i Moyet, que poc després tingueren un altre èxit amb el seu següent senzill, "Don't go" (3), ajudat per un vídeo inspirat en la història de Frankenstein. "Don't go" serví com a avenç del seu primer disc, Upstairs at Eric's, on Clarke continuava explorant el pop melòdic i ballable que ja havia mostrat amb Depeche Mode, i que continuà la ratxa d'èxits de Yazoo, amb bones vendes i crítiques favorables. Després de gires per Gran Bretanya i Nord-amèrica, publicaren el seu següent senzill, "The other side of love", que també entrà al Top 15 britànic.

### Segon disc i dissolució
Després de les gires, Clarke i Moyet tornaren als estudis amb Eric Radcliffe, que ja havia produït el seu anterior disc; el resultat fou l'àlbum You and Me Both (1983), més melancòlic que el seu predecessor, amb més contribució compositiva de Moyet i, musicalment, caracteritzat principalment per l'ús del Fairlight. "You and Me Both" coronà les llistes britàniques després de l'aparició al mes d'abril del seu únic senzill, "Nobody's diary".
Malgrat aquests èxits, la relació entre Moyet i Clarke s'havia deteriorat fins al punt que anunciaren la dissolució de Yazoo aquell mateix juliol, poc abans que l'àlbum fos publicat.

### Projectes posteriors i reaparició
Després de dissoldre Yazoo, tant Moyet com Clarke van iniciar projectes particulars. Alison inicià la seva carrera en solitari amb el disc Alf (1984), publicat al segell discogràfic Columbia. Pel que fa a Vince Clarke, també l'any 1984 formà un altre grup, The Assembly, integrat per ell mateix i Eric Radcliffe, el productor dels dos primers discos de Yazoo. Amb la veu de Feargal Sharkey (cantant dels Undertones) llançaren el senzill "Never never". Posteriorment Clarke col·laborà amb Paul Quinn al tema "One day"; finalment, ja el 1985, formà el seu grup actual, Erasure, amb el cantant Andy Bell.
Als anys 90, Mute Records publicà remescles de "Situation" i, ja el 1999, la recopilació Only Yazoo - The Best Of, acompanyada per una nova versió del tema "Only You" i noves remescles de "Situation", "Don't go" i, novament, "Only You".
Arran de l'anunci de la futura reedició dels discos de Yazoo en versions remasteritzades, començaren a sentir-se rumors d'un possible retorn. Aquests rumors es veieren confirmats quan Mute Records concretà el llançament d'In Your Room, una capsa amb els dos discos remasteritzats, material extra (cares B i remescles) i un DVD amb entrevistes i els vídeoclips de "Don't go", "The other side of love", "Nobody's diary", "Situation (1990)" i "Only You (1999)", juntament amb un maxi-single de remescles dance. A més, s'anuncià la gira Yazoo Reconnected: Live, amb 18 concerts per Europa i Amèrica, entre els quals hi ha una actuació al festival Sónar de Barcelona.